# Julien Ughetto
Julien Ughetto (* 6. Mai 1981 in Die) ist ein ehemaliger französischer Biathlet.
Julien Ughetto lebt in Villard-de-Lans und arbeitet als Physiotherapeut. Er startete für GUC Grenoble Ski Nordique und wurde von Pascal Etienne, Gilles Marguet und Jean Pierre Amat trainiert. Biathlon betrieb er seit 1998, im Jahr darauf rückte er schon in den Nationalkader Frankreichs auf. Seit 2001 trat der Franzose in etlichen internationalen Juniorenrennen an. Höhepunkte waren die Junioren-Europameisterschaft 2001 in Haute-Maurienne, wo Ughetto mit Yann Debayle, Sylvain Mouton und Sébastien Zeno hinter der Staffel aus Russland die Silbermedaille gewann. Daneben wurde er 12. im Einzel, 18. im Sprint und 20. der Verfolgung. Weniger gut verliefen die Junioren-Weltmeisterschaften im selben Jahr in Chanty-Mansijsk. In den Einzelrennen konnte sich der Franzose nie besser als Ran 35 platzieren, mit der Staffel verpasste er als Vierter eine Medaille.
Seinen Einstand bei den Senioren gab Ughetto 2003 in Forni Avoltri als Sechstplatzierter eines Sprintrennens im Biathlon-Europacup. Diese Wettkampfserie sollte von nun an sein Haupteinsatzgebiet sein. Besonders erfolgreich verlief für ihn hier die Saison 2004/05. In Gurnigel gewann er ein Sprintrennen und einen Super-Sprint und wurde in der anschließenden Verfolgung Zweiter hinter Debayle. Schon im Rennen vor seinem Sieg wurde er Dritter im Verfolgungsrennen von Langdorf. Auch in seiner letzten Saison kam er noch einmal auf den achten Rang der Gesamtwertung. Im Biathlon-Weltcup wurde Ughetto dreimal eingesetzt, zweimal in der Saison 2004/05 in Cesana San Sicario und zum Saisonfinale der Saison 2007/08 am Holmenkollen  in Oslo. Sein erster Einsatz bei einem Sprint wurde mit Rang 67 auch sein bestes Resultat.

## Biathlon-Weltcup-Platzierungen
Die Tabelle zeigt alle Platzierungen (je nach Austragungsjahr einschließlich Olympische Spiele und Weltmeisterschaften).
- 1.–3. Platz: Anzahl der Podiumsplatzierungen
- Top 10: Anzahl der Platzierungen unter den ersten zehn (einschließlich Podium)
- Punkteränge: Anzahl der Platzierungen innerhalb der Punkteränge (einschließlich Podium und Top 10)
- Starts: Anzahl gelaufener Rennen in der jeweiligen Disziplin

| Platzierung | Einzel | Sprint | Verfolgung | Massenstart | Staffel | Gesamt |
| ----------- | ------ | ------ | ---------- | ----------- | ------- | ------ |
| 1. Platz    |        |        |            |             |         |        |
| 2. Platz    |        |        |            |             |         |        |
| 3. Platz    |        |        |            |             |         |        |
| Top 10      |        |        |            |             |         |        |
| Punkteränge |        |        |            |             |         |        |
| Starts      | 1      | 2      |            |             |         | 3      |